# Hogna frondicola
Hogna frondicola är en spindelart som först beskrevs av James Henry Emerton 1885.  Hogna frondicola ingår i släktet Hogna och familjen vargspindlar. Inga underarter finns listade i Catalogue of Life.